# Okrzesław
Okrzesław – być może neologizm polski, powstały jeszcze w czasach staropolskich, lub staropolskie imię męskie, złożone z członów Okrze- ("okrzesać, przyciąć gałęzie", może też "przywrócić do życia, podnieść") i -sław ("sława"). Por. Krzesisław.